# Yoon Je-moon
Dans ce nom coréen, le nom de famille, Yoon, précède le nom personnel.
Yoon Je-moon (hangeul : 윤제문) est un acteur sud-coréen, né le 9 mars 1970.

## Filmographie

### Films
- 2004 : Ghost House (귀신이 산다) de Kim Sang-jin
- 2005 : Antarctic Journal (남극일기) de Lim Pil-seong
- 2005 : You are my Sunshine (너는 내 운명) de Park Jin-pyo : Jae-ho
- 2006 : Romance (로망스) de Moon Seung-wook : l'inspecteur Kang
- 2006 : A Dirty Carnival (비열한 거리) de Yoo Ha : le patron Sang-cheol
- 2006 : The Host (괴물) de Bong Joon-ho : le SDF
- 2006 : Cruel Winter Blues (열혈남아) de Lee Jeong-beom
- 2007 : Voice of Murderer (그놈 목소리) de Park Jin-pyo : (caméo)
- 2007 : The Show Must Go on (우아한 세계) de Han Jae-rim
- 2007 : Love Exposure (어깨너머의 연인) de Lee Eon-hee : Kim Hyeong-sik
- 2008 : Smile Babo (대한이, 민국씨) de Choi Jin-won : l'inspecteur Park
- 2008 : Le Bon, la Brute et le Cinglé (좋은 놈, 나쁜 놈, 이상한 놈) de Kim Jee-woon : Byeong-choon
- 2008 : Boy Director (소년 감독) de Lee Woo-yeol : le professeur
- 2009 : L'Œil du privé (그림자 살인) de Park Dae-min : Eok-kwan / Eung-kwan
- 2009 : Mother (마더) de Bong Joon-ho : Je-moon
- 2009 : Chaw (차우) de Sin Jeong-won : Baek Man-bae, le chasseur
- 2010 : The Man Next Door (ko) (이웃집 남자) de Jang Dong-hong : Sang-soo
- 2010 : The Day Before (폭풍전야) de Jo Chang-ho : M. Jo
- 2011 : Battlefield Heroes (평양성) de Lee Joon-ik : Nam-saeng, le premier fils
- 2011 : Quick (퀵) de Jo Beom-goo : Jeong In-hyeok
- 2012 : Dangerously Excited (나는 공무원이다) de Koo Ja-hong : Han Dae-hee
- 2013 : Fist of Legend (전설의 주먹) de Kang Woo-seok : Sin Jae-seok
- 2013 : Boomerang Family (고령화가족) de Song Hae-seong : Han-mo
- 2013 : Commitment (동창생) de Park Hong-soo : Cha Jeong-min
- 2014 : Sea Fog : Les Clandestins (해무) de Sim Seong-bo : le patron Kim
- 2014 : My Dictator (나의 독재자) de Lee Hae-joon : le chef Oh
- 2015 : Three Summer Nights (쓰리 썸머 나잇) de Kim Sang-jin : Ma Gi-dong
- 2016 : Missing You (널 기다리며) de Mo Hong-jin : Dae-yeong
- 2016 : The Great Actor (대배우) de Seok Min-woo : Seol Kang-sik
- 2017 : Okja (옥자) de Bong Joon-ho
- 2018 : The Drug King (마약왕) de Woo Min-ho : un Yakuza
- 2018 : High Society (상류사회) de Daniel H. Byun : Han Yong-seok
- 2019 : Tazza: One Eyed Jack
- 2019 : Forbidden Dream

### Séries télévisées
- 2009 : General Hospital 2 (종합병원 2) de Noh Do-cheol : Kwon Dae-soo
- 2009 : Iris (아이리스) de Kim Kyoo-tae et Yang Yoon-ho : Park Sang-hyeon
- 2011 : Midas (마이더스) de Kang Sin-hyo et Lee Chang-min : Yoo Seong-joon
- 2011 : Deep-rooted Tree (뿌리깊은 나무) de Jang Tae-yoo : Jeong Gi-joon
- 2012 : The King 2 Hearts (더킹투허츠) de Jeong Dae-yoon et Lee Jae-gyoo : Kim Bong-goo
- 2013 : The End of the World (en) (세계의 끝) de Ahn Pan-seok : Kang Joo-heon
- 2014 : Three Days (쓰리데이즈) de Hong Chang-wook et Sin Kyeong-soo : Sin Gyoo-jin
- 2015 : Last (라스트) de Jo Nam-gook : l'hache-paille